# Oscar Sinia

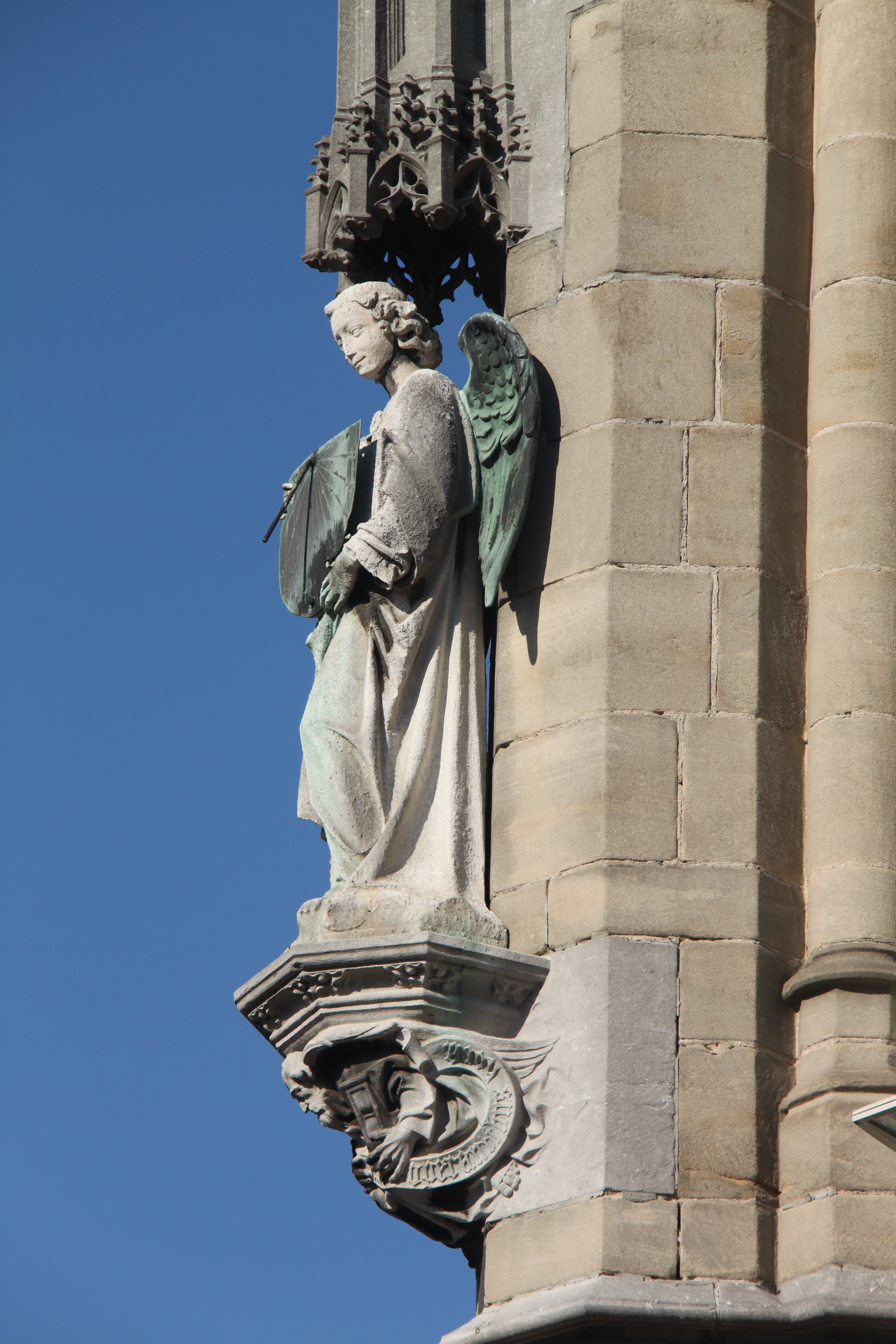
Engel van de Tijd (1913), Gent

Oscar Sinia (Gent, 8 mei 1877 – aldaar, 31 augustus 1956) was een Belgisch beeldhouwer en medailleur.

## Leven en werk
Oscar Sinia was een zoon van schoenmaker Joannes Ferdinandus Sinia en Mathildis De Groote. Hij kreeg zijn opleiding in de praktijk op het atelier van Petrus Pauwels-D'hondt, waar hij overdag meewerkte aan het maken van neogotisch kerkmeubilair, in de avonduren volgde hij lessen aan de Gentse Sint-Lucasschool. Hij behaalde er de grote prijs voor beeldhouwkunst (1900) en werd twee jaar later -als opvolger van Aloïs De Beule- docent boetseren, beeldhouwen en anatomie aan de avondopleiding.
Sinia had een eigen beeldhouwatelier aan de Pijlstraat in Gent. Hij maakte vooral christelijk-religieus werk voor kerken en kloosters, waaronder gevelreliëfs, Piëta's en Heilig Hartbeelden. Voor de Eerste Wereldoorlog was zijn werk neogotisch, daarna zette hij zich in voor een geleidelijke vernieuwing van religieuze kunst, rekening houdend met de iconografische aanbevelingen vanuit de kerk. Hij werkte geregeld samen met de architect Valentin Vaerwyck. Vaerwyck ontwierp voor hem villa Rusthave (1926) in De Haan. Sinia was lid van het Sint-Jorisgilde en het Gilde van Sint-Lucas en Sint-Jozef in Gent, voor dat laatste maakte hij gedenkpenningen en Sint-Jozefbeeldjes.
Oscar Sinia trouwde tweemaal, in 1907 met Ludovica Fransisca (Louise) Van Crombrugge en -na haar overlijden- in 1946 met haar nicht Maria Van Laere. De beeldhouwer overleed in 1956, op 79-jarige leeftijd. Zijn laatste werk, een kruisweg voor de Sint-Katharinakerk in Hoogstraten, werd postuum geplaatst.

## Enkele werken
- 1913 Kolom van de Sire van Maldegem, zuil met leeuw op het Sint-Veerleplein in Gent. Gemaakt in samenwerking met Valentin Vaerwyck voor de wereldtentoonstelling van 1913.
- 1913 Engel van de Tijd en koppen van staatshoofden voor het Postgebouw in Gent. Er werden 24 koppen geplaatst; Sinia maakte de koppen aan de Graslei en Pakhuisstraat, Aloïs De Beule maakte de koppen aan de Korenmarkt.
- 1913 Sint Johannes Baptist de la Salle in de Kathedraal van Sint-Michiel en Sint-Goedele.
- 1920 oorlogsgedenkteken met Heilig Hartbeeld in Geraardsbergen. In samenwerking met Vaerwyck.
- 1923-1927 reliëfs Het recht tussen liefde en kracht boven de entree en panelen Het recht beheerst de kracht en Het vonnis van Salomo aan weerszijden van de entree van het Gerechtsgebouw in Dendermonde. Op de lantaren van de middentoren bovendien een standbeeld van het Ros Beiaard met de Vier Heemskinderen.[5] Het gebouw werd ontworpen door Vaerwyck.
- 1926 Heilig Hartbeeld naast de Sint-Medarduskerk in Wervik.
- 1921 bronzen reliëf met de ommegang van de Onze-Lieve-Vrouw van Groeninge aan de voorgevel van de Sint-Michielskerk in Kortrijk.
- 1928 kruisweg voor de Sint-Walburgakerk in Brugge.
- 1929 Heilig Hartbeeld (Christus Koning) bij de Sint-Michielskerk in Kortrijk.
- ca. 1931-1933 kruisweg en Piëta 'Nood-Gods' (1932) voor de Sint-Niklaaskerk in Diksmuide. In brons gegoten door de gegoten door de gebroeders Minne uit Gent.
- 1933-1934 ommegang met vijf natuurstenen reliëfs voor de Sint-Niklaaskerk in Meigem.
- 1935 beeld van Johannes Maria Vianney voor de Sint-Baafskathedraal in Gent.
- 1937 Heilig Hartbeeld bij de Onze-Lieve-Vrouw-ten-Hemelopnemingskerk in Ruiselede.
- gedenkplaten ter herinnering aan de gesneuvelde leraren en studenten van de Wereldoorlogen in het Sint-Amanduscollege in Gent.
- 1949-1951 kruisweg voor de Sint-Martinusbasiliek in Halle.
- 1952 zandstenen reliëfs met voorstellingen van het leven van Sint-Aldegonde voor de Sint-Aldegongekerk in Sint-Martens-Latem.
- 1954 Onze-Lieve-Vrouw met Kind voor het portaal van de Onze-Lieve-Vrouw van de Rozenkranskerk in Merelbeke.
- 1955-1956 kruisweg voor de Sint-Katharinakerk in Hoogstraten.

## Fotogalerij

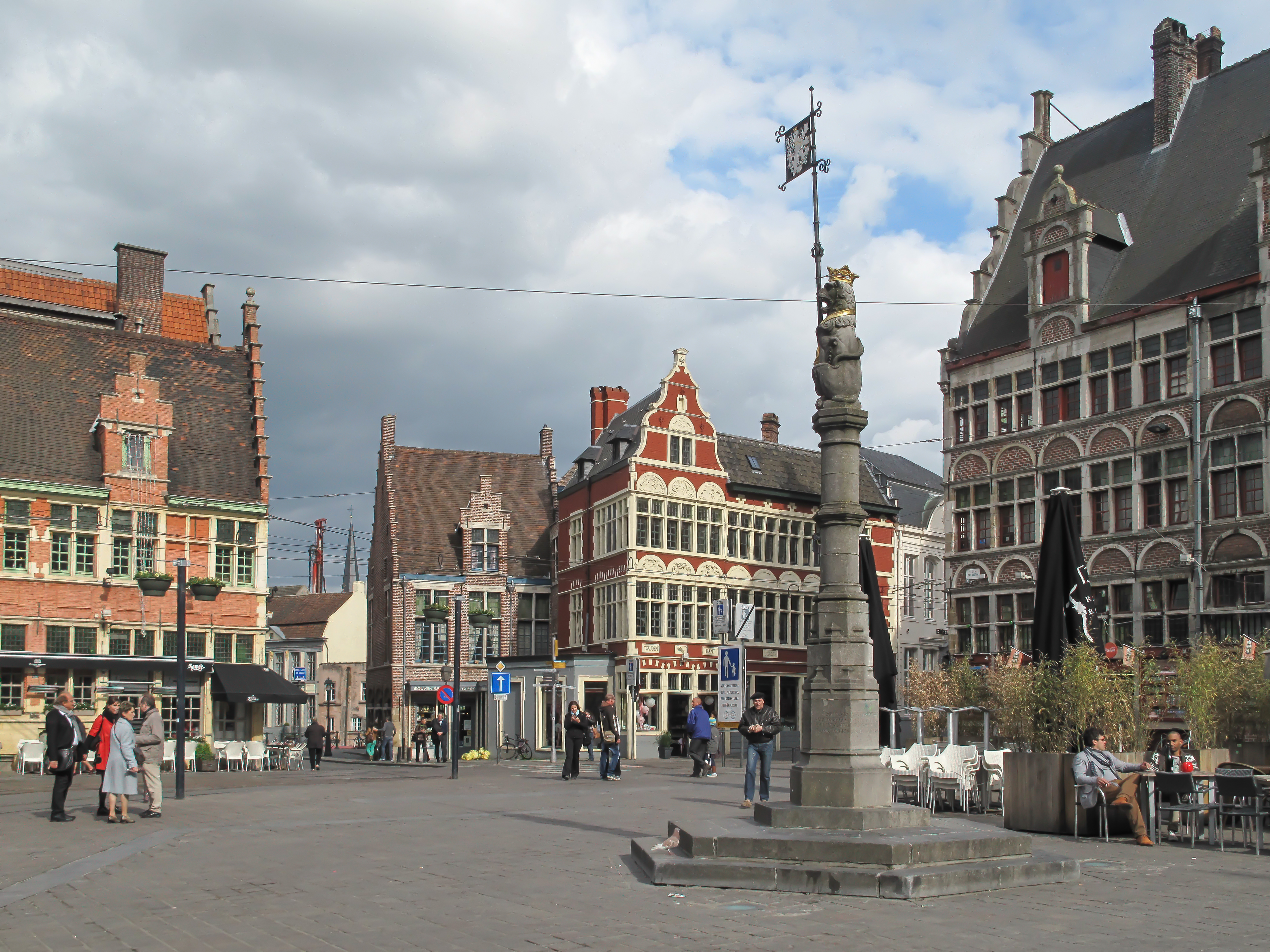
Kolom van de Sire van Maldegem (1913), Gent
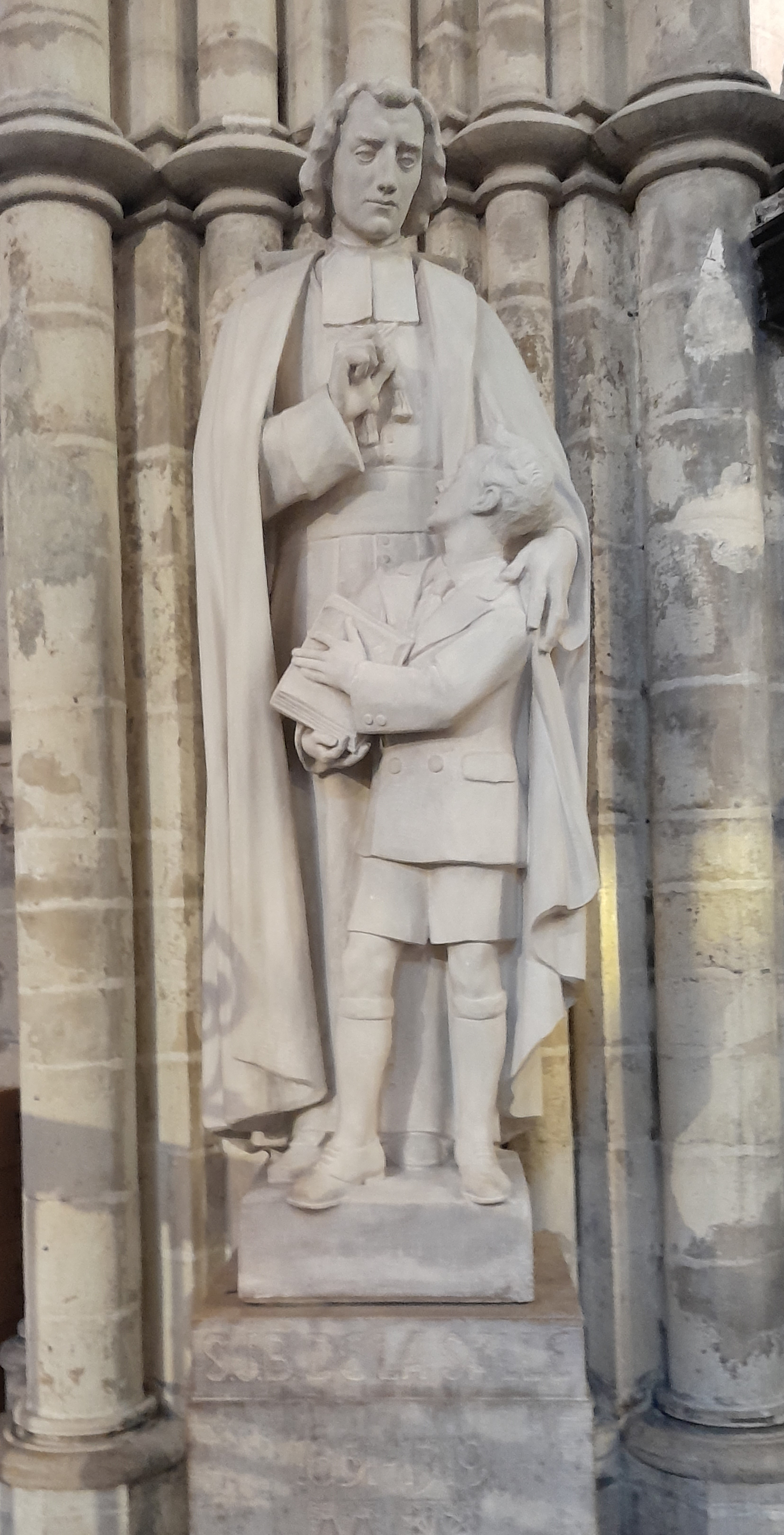
Sint Johannes Baptist de la Salle (1913), Brussel
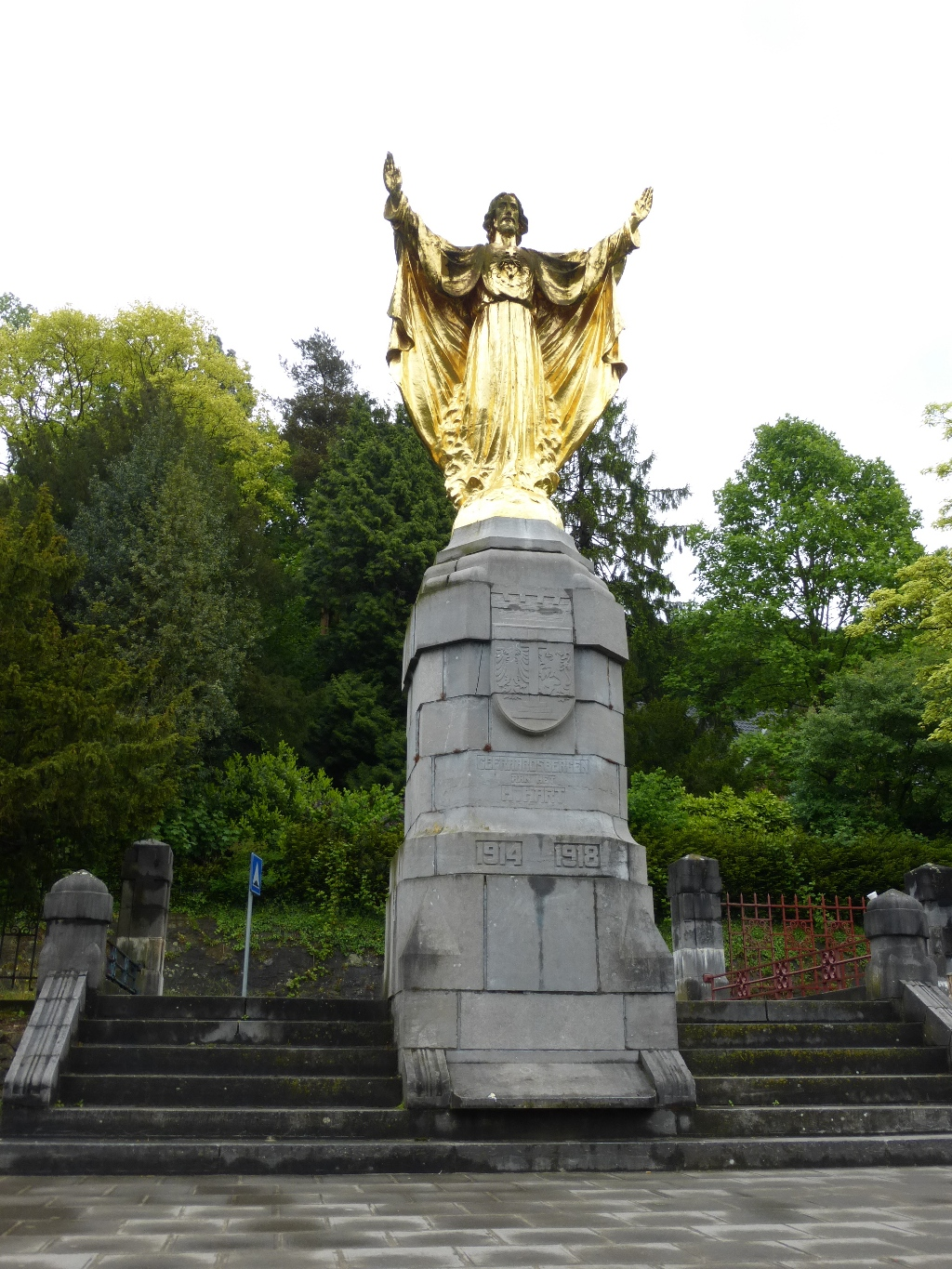
oorlogsgedenkteken met Heilig Hartbeeld (1920), Geraardsbergen
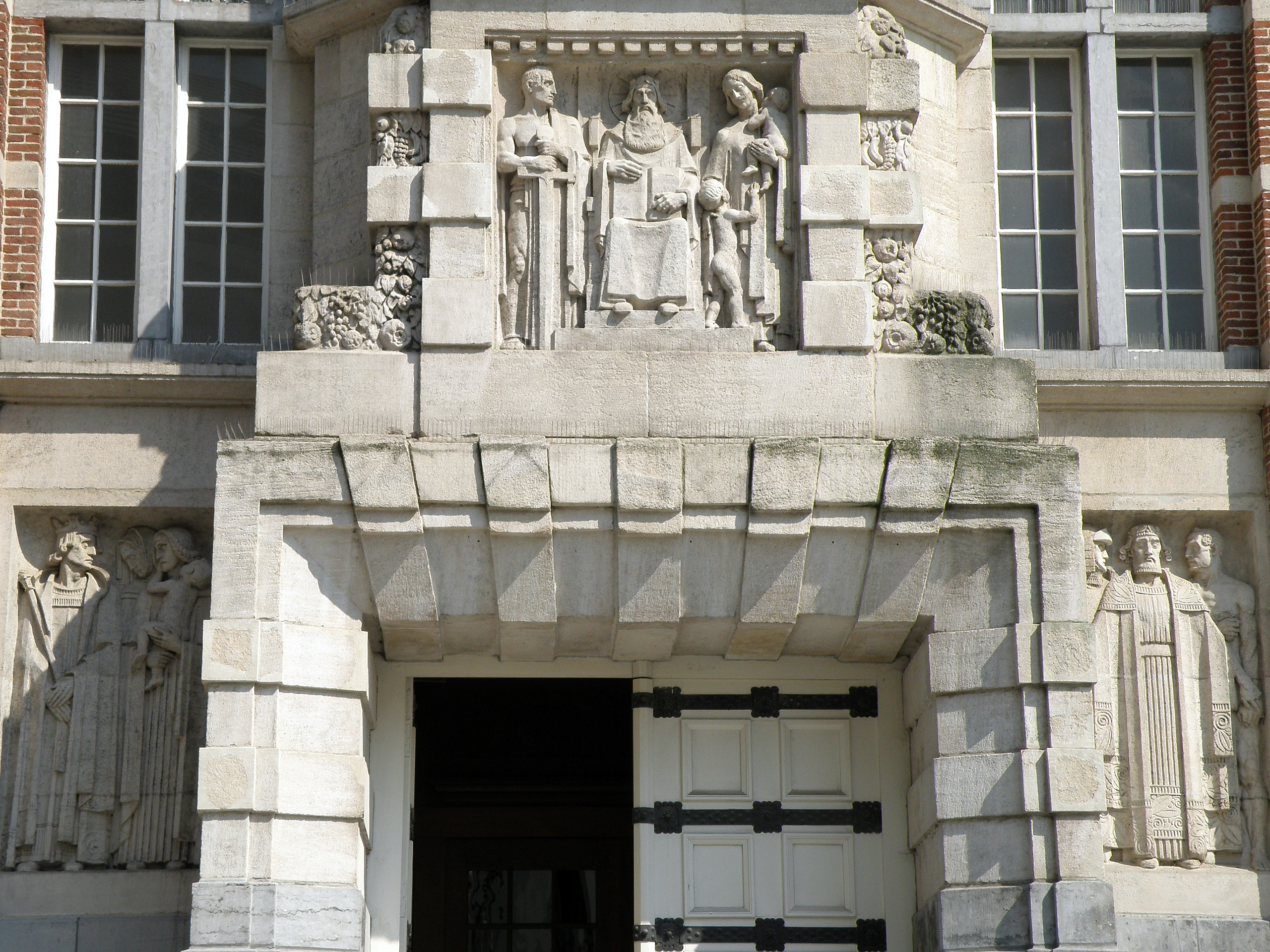
reliëfs Gerechtsgebouw (1923-1927), Dendermonde
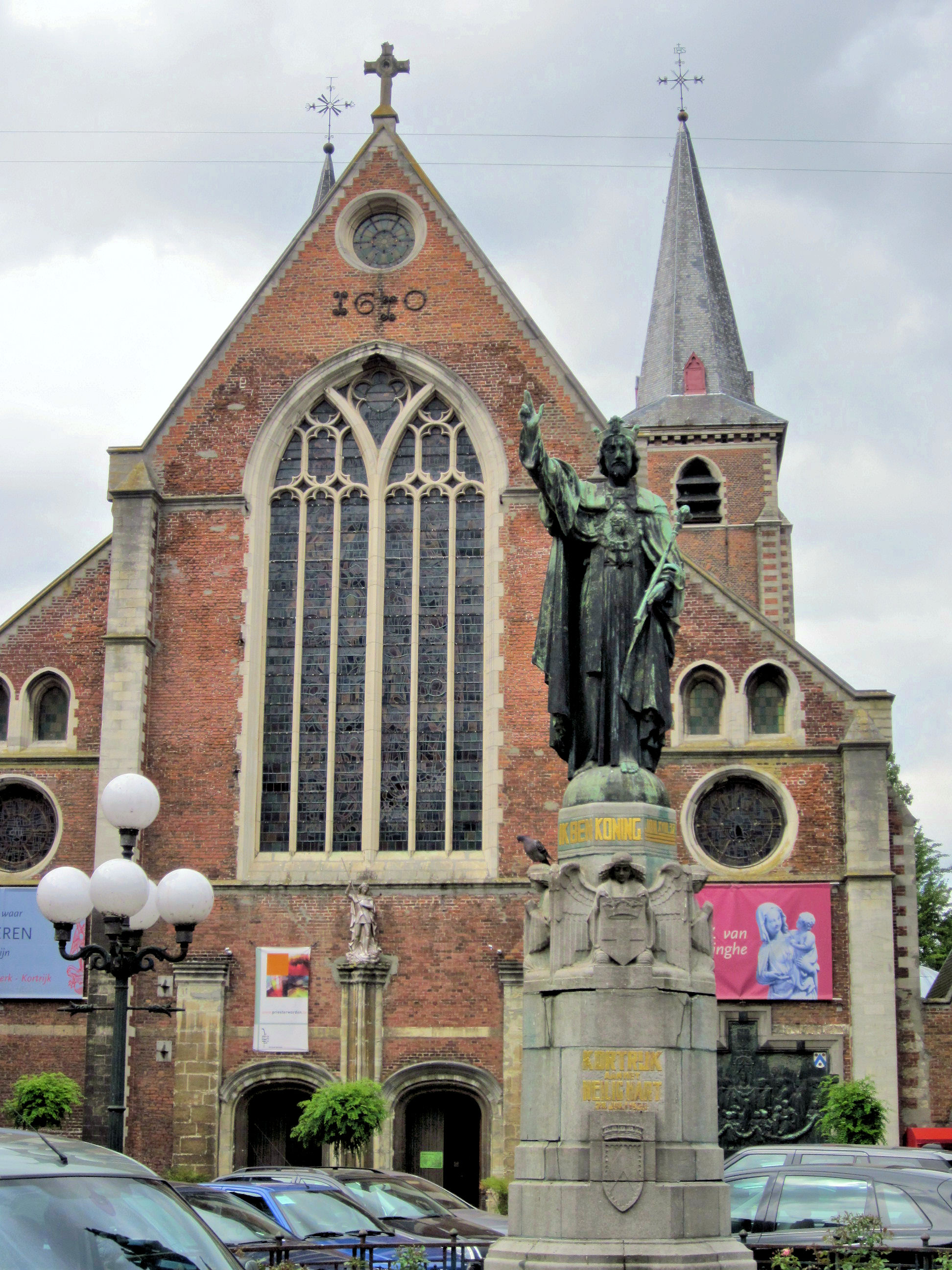
Heilig Hartbeeld (1929), Kortrijk
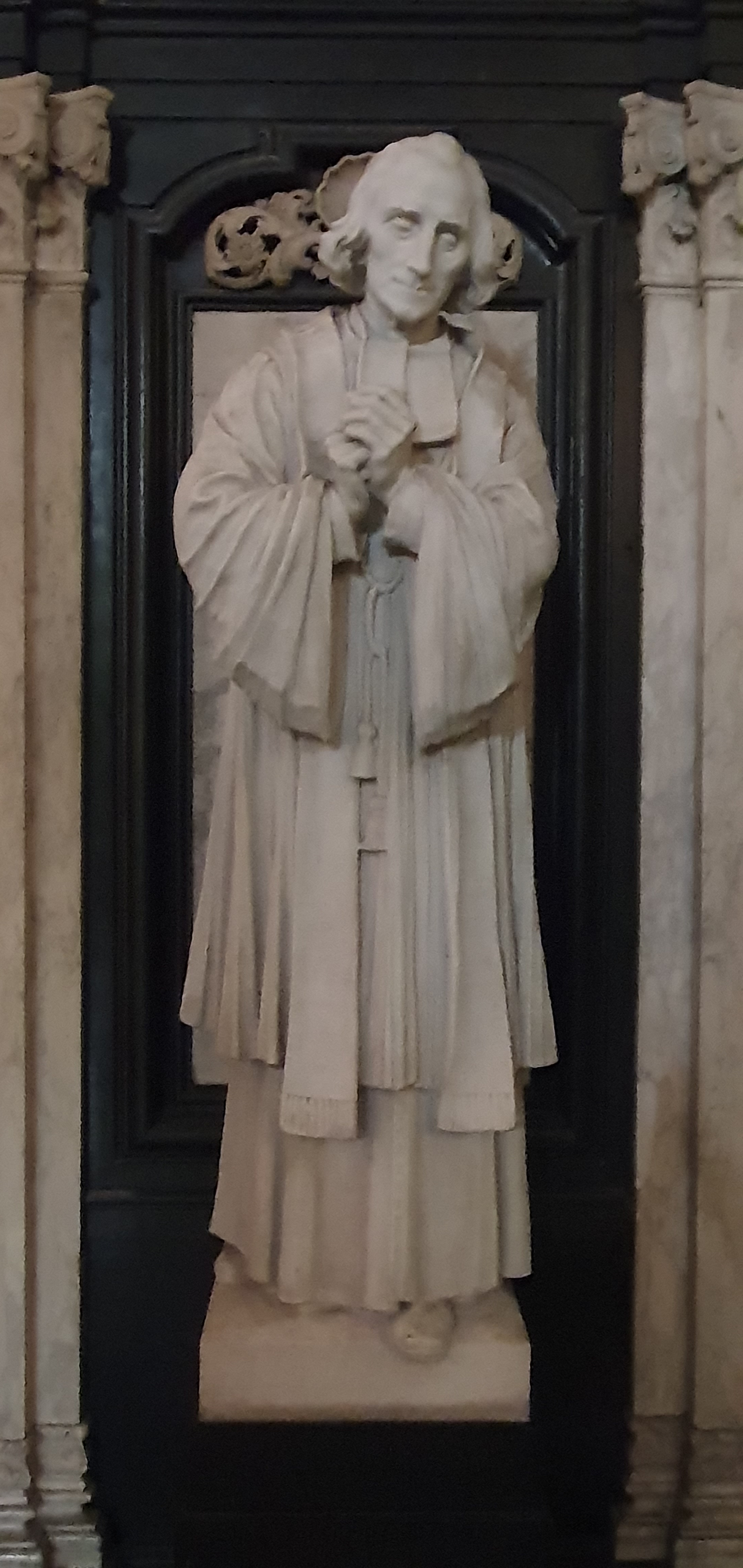
Johannes Maria Vianney (1935), Gent
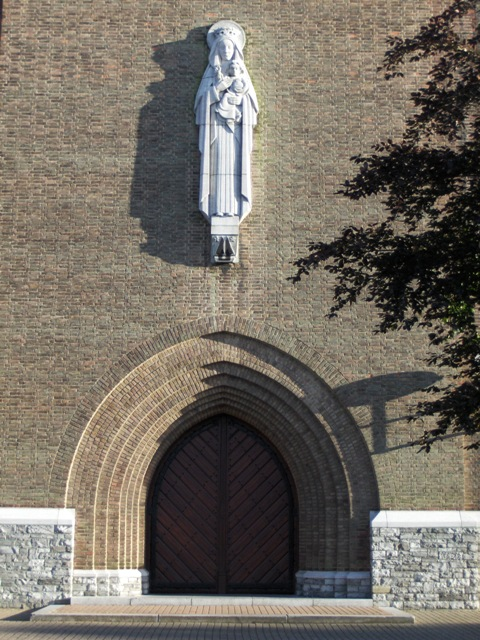
Onze-Lieve-Vrouw met Kind (1954), Merelbeke

- RKD-Nederlands Instituut voor Kunstgeschiedenis: 99931
- Union List of Artist Names: 500195882
- Virtual International Authority File: 96695355